# Rémy Chauvin

Ngày 26 tháng 3 năm 1994: Cha François Brune và Giáo sư Rémy Chauvin, đang dùng bữa trưa, trong đại hội quốc tế đầu tiên dành riêng cho cái gọi là giao tiếp với linh hồn thông qua máy móc — còn gọi là hiện tượng giọng nói điện tử — được tổ chức tại Versailles, Pháp, vào ngày 26 và 27 tháng 3 năm 1994.

Remy Chauvin (ngày 10 tháng 10 năm 1913 – ngày 8 tháng 12 năm 2009) quê quán ở Sainte-Croix-aux-Mines, Haut-Rhin,, là một nhà sinh vật học và nhà côn trùng học, đồng thời là Giáo sư Danh dự người Pháp giảng dạy tại Sorbonne, Tiến sĩ, và là nghiên cứu viên cao cấp từ năm 1946. Chauvin vốn nổi tiếng nhờ bảo vệ quyền của động vật và quan tâm đến các chủ đề như cận tâm lý học, sống sau khi chết, tâm linh, khả năng thấu thị và hiện tượng UFO. Đôi khi ông viết dưới bút danh Pierre Duval.

## Quan điểm
Chauvin, tiếp nối truyền thống được bảo vệ bởi các nhà khoa học Pháp là Pierre-Paul Grassé và Jean Piveteau, cực lực phê phán học thuyết Darwin và sinh vật học xã hội. Ông đã phát triển thuyết tiến hóa của riêng mình được mô tả trong ba cuốn sách (God of the ants, God of the stars; The Biology of the Spirit; Darwinism or the death of a myth)
Quan điểm của Chauvin về sự tiến hóa có thể được coi là có định hướng, có mục tiêu và không ngẫu nhiên. Ông từng được mô tả là một nhà tiến hóa phi Darwin.
Tương tự như nhà cận tâm lý học Helmut Schmidt Chauvin đã phát triển một số quan điểm của mình từ các thí nghiệm riêng trong Anpsi (psi động vật). Ông tiến hành các thí nghiệm với chuột và kết quả của ông chỉ ra rằng những con chuột có thể đã sử dụng khả năng ngoại cảm. Chauvin có một thời là chủ đề của nhiều lời chỉ trích từ những người khác vì có vẻ như quan điểm của ông về sự tiến hóa nghiêng về thuyết sinh lực luận. Ông cũng bị giới phê bình buộc tội muốn củng cố thuyết sáng thế, mặc dù Chauvin không phải là người theo thuyết sáng thế.
Chauvin có viết một số sách về cận tâm lý học tương tự như sách của các tác giả Jacques Bergier và Louis Pauwels.